# Адмирал Макаров (большой противолодочный корабль)
«Адмирал Макаров» — советский большой противолодочный корабль (БПК) проекта 1134А типа «Кронштадт».

## История
Зачислен в списки кораблей ВМФ СССР 2 февраля 1968 года. Закладка корабля состоялась 29 февраля 1969 года на судостроительном заводе имени Жданова в Ленинграде. 22 января 1970 года корабль был спущен на воду, 25 октября 1972 года вступил в строй. 
22 января 1973 года был включён в состав ВМФ. В апреле совершил переход на Северный флот, 25 апреля того же года приказом главнокомандующего СФ был переведён в состав Краснознамённого Северного флота.
В июне-декабре 1974 года проходил свою первую боевую службу в Атлантике, совершил заходы на Кубу и в Марокко. Также во время турецкого вторжения на Кипр участвовал в эвакуации советских граждан с острова.
3 июля 1992 года разоружён и исключён из состава ВМФ РФ в связи с передачей в отдел фондового имущества для демонтажа и реализации. 
31 декабря 1992 года расформирован и в 1994 году продан частной фирме Индии для разделки на металл.